# Gong Li
Gong Li eller Li Gong (巩俐, Gong är hennes familjenamn), född 31 december 1965 i Shenyang i provinsen Liaoning i Kina, är en kinesisk-singaporiansk skådespelare, känd som regissören Zhang Yimous favoritaktris.

## Tidiga år
Gong Li föddes i Shenyang, Liaoning som den yngsta i en familj med fem barn. Hennes far var professor i nationalekonomi och hennes mor, som var 40 år när Gong föddes, var lärare. Gong växte upp i Jinan, huvudstad i Shandong.
1985 försökte hon komma in vid Kinas främsta musikskola, men nekades inträde. Senare samma år accepterades hon vid den prestigefyllda Dramaakademin i Peking och tog examen 1989.  Under tiden som elev där upptäcktes hon av Zhang Yimou, som valde henne för huvudrollen i Det röda fältet, hans första film som regissör. 

## Filmkarriär
Under åren efter hennes debut 1987  i Det röda fältet fick Gong Li internationell uppmärksamhet för sina roller i flera av Zhang Yimous filmer. Hennes insats i den Oscar-nominerade Den röda lyktan satte henne i det internationella rampljuset. För rollen i Berättelsen om Qiu Ju utsågs hon till bästa kvinnliga skådespelare vid Filmfestivalen i Venedig 1992. Dessa roller etablerade hennes rykte som en internationell stjärna. I många av sina tidiga filmer representerar Gong Li det tragiska offret och en misshandlad själ (fysiskt eller känslomässigt) som försöker frigöra sig själv från en omöjlig labyrint av korruption, våld och förtryck.  
I juni 1998 blev Gong Li mottagare av Frankrikes Ordre des Arts et des Lettres. Två år senare blev hon inbjuden av Filmfestivalen i Berlin att vara ordförande i den internationella juryn vid festivalens 50-årsjubileum (februari 2001). 
1993 fick hon New York Film Critics Circles pris för sin roll i Farväl min konkubin. Filmen var regisserad av Chen Kaige, hennes första stora roll med en annan regissör än Zhang Yimou.
Från och med En geishas memoarer 2005 har hon även gjort flera engelskspråkiga roller.

## Politik och medborgarskap
Gong Li invaldes som ledamot i Kinesiska folkets politiskt rådgivande konferens 1998, men lämnade sin plats när hon antog singaporeanskt medborgarskap 2008 och därmed förlorade sitt kinesiska medborgarskap.

## Filmografi (urval)
- 1987 – Det röda fältet (Hong gaoliang)
- 1989 – A Terra-Cotta Warrior
- 1990 – Ju dou - förbjuden kärlek
- 1991 – Den röda lyktan
- 1991 – Back to Shanghai
- 1992 – Berättelsen om Qiu Ju
- 1993 – Farväl, min konkubin
- 1994 – The Maidens of Heavenly Mountain
- 1994 – Att leva
- 1996 – Nattens fresterska (Feng yue)
- 1999 – Kejsaren och mördaren
- 2002 – Zhou Yu's Train
- 2005 – En geishas memoarer (Memoirs of a Geisha)
- 2006 – Miami Vice
- 2006 – Den gyllene blommans förbannelse
- 2007 – Hannibal Rising
- 2014 – Coming Home
- 2020 – Mulan